# José Cifuentes
Artikeln följer den spanska namnseden; faderns efternamn är Cifuentes och moderns efternamn Charcopa.
José Adoni Cifuentes Charcopa, född 12 mars 1999, är en ecuadoriansk fotbollsspelare som spelar som spelar för Aris, på lån från Rangers. Han spelar även för Ecuadors landslag.

## Klubbkarriär
I januari 2020 värvades Cifuentes av amerikanska Major League Soccer-klubben Los Angeles FC.
Den 3 augusti 2023 värvades Cifuentes av skotska Rangers, där han skrev på ett fyraårskontrakt. Den 7 februari 2024 lånades Cifuentes ut till brasilianska Cruzeiro på ett låneavtal över resten av året. Den 13 augusti 2024 lånades han istället ut till grekiska Aris på ett säsongslån.

## Landslagskarriär
Cifuentes debuterade för Ecuadors landslag den 5 september 2019 i en 1–0-vinst över Peru, där han blev inbytt i den 81:a minuten mot Michael Estrada.